# Marmorierte Nelkeneule
Die Marmorierte Nelkeneule (Hadena confusa), auch als Kleine Nelkeneule bezeichnet, ist ein Schmetterling (Nachtfalter) aus der Familie der Eulenfalter (Noctuidae).

## Merkmale
Die Flügelspannweite der Falter beträgt 27 bis 35 Millimeter. Die Farbe der Vorderflügel variiert von dunkelgrau bis zu schwarzgrau. Unter der weißen Ringmakel befindet sich ein weißlicher, gezähnter Fleck. Diese Zeichnungen verschmelzen in Form einer Binde, die meist über dem Innenrand unterbrochen ist. Bei der f.fasciata Tutt sind die weißen Zeichnungselemente jedoch miteinander verbunden. Das Wurzelfeld zeigt eine mehr oder weniger stark ausgeprägte Aufhellung. Die weißliche Wellenlinie mündet im Apex in einen großen hellen Fleck. Die Hinterflügel sind einfarbig graubraun, nach außen hin etwas dunkler. In sehr feuchten Gebieten können regional auch melanistische Individuen der Marmorierten Nelkeneule auftreten, vornehmlich auf den Shetland- und Orkneyinseln, Teilen der Hebriden sowie in Wales und Schottland. Diese sind stark verdunkelt, so dass die hellen Zeichnungselemente weitestgehend schwärzlich überstäubt sind.
Die Raupen haben eine gelbgraue, bräunliche oder ockergelbe Farbe. Sie besitzen eine feine, dunkle Rückenlinie mit beidseitigen dunklen Schrägstrichen sowie zwei ebenso gefärbte schmale Längsstreifen. Die Puppe ist rotbraun mit zwei divergierenden Spitzen am Kremaster.

### Ähnliche Arten
Eine Ähnlichkeit besteht zur Weißbinden-Nelkeneule (Hadena compta), die jedoch kleiner (Flügelspannweite 21 bis 29 Millimeter) ist, keinen deutlichen weißen Fleck am Apex der Vorderflügel besitzt und deren weiße Binde stärker und zusammenhängender hervortritt.

## Geographische Verbreitung und Lebensraum
Die Art ist in Europa weit verbreitet. In den Alpen steigt sie bis auf über 2000 Meter Höhe. Die weitere Gesamtverbreitung umfasst Nordafrika sowie Vorder- und Mittelasien. Die Marmorierte Nelkeneule kommt in trockenen Gebieten, aber auch in feuchten Biotopen vor. Sie bevorzugt offenes Gelände und ist an sonnigen Hängen, buschigen Waldrändern, steinigen Ödländereien sowie Gärten und Parklandschaften anzutreffen.

## Lebensweise
Die Falter sind überwiegend dämmerungs- und nachtaktiv, besuchen künstliche Lichtquellen und fliegen von Mai bis Juli in einer Generation. Vereinzelt wurde auch eine unvollständige zweite Generation im August und September beobachtet. Die Raupen leben von Juli bis August. Sie ernähren sich im Jugendstadium von den Samenkapseln verschiedener Nelken und Leimkraut-Arten, beispielsweise von Nickendem Leimkraut (Silene nutans) oder Taubenkropf (Silene vulgaris), später von deren Blättern. Die Art überwintert als Puppe, gelegentlich zweimal.

## Systematik
Hadena confusa wurde 1766 von Johann Siegfried Hufnagel unter dem Namen Phalaena confusa erstmals wissenschaftlich beschrieben. Sie war in der früheren Literatur häufig als Dianthoecia nana (Rottemburg, 1776) und Harmodia nana (Rottemburg, 1776) bezeichnet worden.

## Gefährdung
Die Marmorierte Nelkeneule ist in Deutschland weit verbreitet, aber nirgendwo häufig. Auf der Roten Liste gefährdeter Arten wird sie als nicht akut gefährdet eingestuft.